# Al-Qadisiyya
Al-Qadisiyya (ar: القادسية) este o provincie a Irakului, situată în zona central-sudică a țării. Capitala provinciei este Al Diwaniyah.
Alte orașe importante din provincia Al-Qadisiyya sunt:
- Afak
- Al-Shamia

1. ↑   http://www.citypopulation.de/Iraq-Cities.html Lipsește sau este vid: |title= (ajutor)